# Scopula coarctata
Scopula coarctata är en fjärilsart som beskrevs av V.G.M.Schultz. 1931. Scopula coarctata ingår i släktet Scopula och familjen mätare. Inga underarter finns listade.